# Apache Superset
Apache Superset est un logiciel open source de visualisation de données plutôt orienté sur les données massives. Le logiciel a été créé par Maxime Beauchemin, alors ingénieur chez Airbnb et créateur d'Apache Airflow.

## Fonctionnalités
- Création de tableau de bord ;
- Authentification entreprise (OpenID, LDAP, OAuth...) ;
- Une couche sémantique simple ;
- Intégration profonde de Apache Druid.

## Utilisateurs notables
Parmi les utilisateurs notables du service, on peut citer notamment : 6play, Twitter, Airbnb et Zalando.